# Juan Meléndez Valdés
Juan Meléndez Valdés, né à Ribera del Fresno (Badajoz) le 11 mars 1754 et mort à Montpellier le 24 mai 1817 est un poète, juriste et homme politique espagnol.